# Anfiteatro al Aire Libre (Ciudad Abierta)

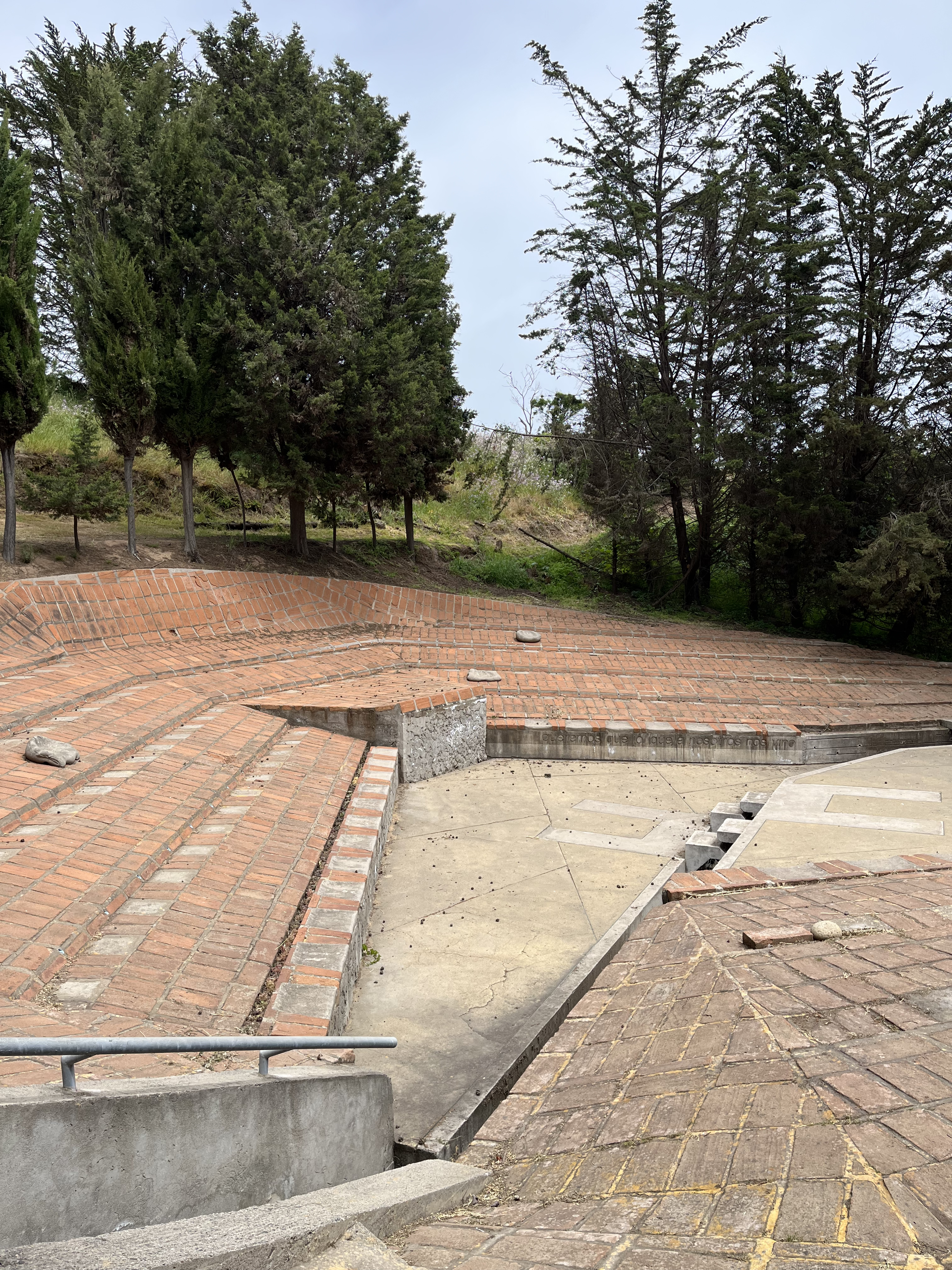
Anfiteatro al aire libre de Ciudad Abierta (Ritoque) asociado al cementerio.

El Anfiteatro al Aire Libre de la Ciudad Abierta es una construcción arquitectónica hecha en el año 2001, ubicada en la Ciudad Abierta de la localidad chilena de Ritoque (región de Valparaíso). Forma un conjunto unitario con el cementerio y la capilla de la Ciudad Abierta. Su suelo está construido en ladrillo fiscal.